# NGC 5264
NGC 5264 المعروف أيضا باسم DDO 242، هي مجرة غير منتظمة تقع في كوكبة الشجاع. وهي جزء من المجموعة الفرعية M83 لمجموعة قنطورس (أ/م83) وتبعد حوالي 15 مليون سنة ضوئية (4.5 فرسخ فلكي). تم اكتشاف المجرة في 30 مارس 1835 من قبل جون هيرشل، ووصفها جون لويس إميل درير بأنها «خافته جدا وكبيرة جدا ومستديرة ووسطها أكثر إشراقا».
تم تصوير NGC 5264 من قبل تلسكوب الفضاء هابل في عام 2016. المجرة صغيرة نسبيا: بل هي مجرة قزمة ومن نوع أصغر بكثير من المجرات الحلزونية العادية والمجرات الإهليجية الشكل. في الواقع عرضها قدرة فقط 11000 سنة ضوئية (3300 فرسخ فلكي) وبالمقارنة فأن مجرتنا الخاصة درب التبانة أكبر بحوالي عشرة أضعاف. المجرات القزمة مثل هذه عادة ما تتكون من حوالي مليار نجم. NGC 5264 أيضا لونها أزرق نسبيا بسبب التفاعل مع المجرات الأخرى وإمدادها بالغاز لتكوّن النجوم.

## وصلات خارجية
- NGC 5264 على موقع ويكي سكاي: DSS2, SDSS, GALEX, IRAS, Hydrogen α, X-Ray, Astrophoto, Sky Map, Articles and images